# Дай Фугу
Дай Фугу́ (кит. упр. 戴复古, пиньинь Dài Fùgǔ; 1167—1248), взрослое имя Шичжи (кит. 式之) — китайский странствующий поэт позднего времён империи Сун (Южная Сун).

## Биография
Родился в уезде Хуанъянь области Тайчжоу (сейчас эти места находятся на территории городского уезда Вэньлин городского округа Тайчжоу провинции Чжэцзян) в 1167 году.
Один из наиболее ярких представителей южносунских поэтов школы цзясу. Его учителем был выдающийся поэт Лу Ю. Дай Фугу творил в жанрах ши и цы. В основном писал про красоты юга Китая, но часть его произведений посвящена и социальной проблематике. Наиболее известны его сборники «Шипин шицзи» («Избранные ши Шипина») и «Шипин цыцзи» (Избранные цы Шипина).

## Личная жизнь
Его жена была из Унина (ныне район Цзяньси). Имя неизвестно. Дай Фугу по большей части вел жизнь аскета, странствуя по Китаю, тем не менее, в Унине он принял предложение жениться на дочери местного богача, который был впечатлен его поэтическим талантом. Однако, прожив с ней два или три года, он решил вернуться в свои родные края, объясняя это тем, что у него дома осталась другая жена. Тесть был в ярости, однако сама жена, горячо любившая поэта, дала ему денег на дорожные расходы. После того, как Дай Фугу покинул ее, она написала ему прощальные стихи, а затем утопилась в реке. В связи с этой историей минский литературный деятель Ян Шэнь писал, что Дай Фугу был «бессердечным и аморальным человеком». Тем не менее, Дай Фугу через десять лет после смерти жены посвятил ей свое стихотворение «木兰花慢», в котором оплакивал ее судьбу.